# Dasiops aurulentus
Dasiops aurulentus är en tvåvingeart som beskrevs av Mcalpine 1964. Dasiops aurulentus ingår i släktet Dasiops och familjen stjärtflugor.
Artens utbredningsområde är Peru. Inga underarter finns listade i Catalogue of Life.